# Macieira (Lousada)
Macieira is een plaats (freguesia) in de Portugese gemeente Lousada en telt 1421 inwoners (2001).